# Nuijamaa
Nuijamaa est une localité et une ancienne municipalité finlandaise située en Carélie du Sud, incorporée à Lappeenranta en 1989. Nuijamaa est surtout connu pour son poste frontière entre la Finlande et la Russie.

## Géographie
Nuijamaa est située dans le sud-est de la Finlande, sur la rive du lac du même nom, près de la frontière avec la Russie. Le poste frontière est au bord du canal de Saimaa et la zone de sécurité à la hauteur du village n'est large que de 50 mètres.
Nuijamaa se trouve à l'extrémité de la nationale 13.

## Toponymie
En finnois Nuijamaa signifie la Terre des massues.

## Histoire

### Les Villages en 1939
Antamoinen, Järvenpää, Kananoja, Kansola, Kasukkala, Kokkila, Kontu, Kotola, Kähärilä, Käräjärvi, Laapio, Laihala, Lautala, Lietjärvi, Marttila, Metsäkansola, Myrä, Nikunkylä, Pankkala, Pihkalanjärvi, Pohjola, Pälli, Rapattila, Ruokola, Räihä, Sorvali, Suurkorva, Temola ja Torikka.

### L'après guerre mondiale
En 1944, à la fin de la Seconde Guerre mondiale, Nuijamaa qui avait une superficie de  356 km2 doit en céder 220 km2 à l'URSS .
En 1975, un poste-frontière avec l'Union soviétique est ouvert.
En 1989, Lappeenranta distant de 25 km, absorbe Nuijamaa.

## Héraldique
Le blason de la commune a été dessiné par Gustaf von Numers.

## Culture et patrimoine
L'église en bois de Nuijamaa, conçue par les architectes Tarja Salmio-Toiviainen et Esko Toiviainen, a été terminée en 1948.